# Élections législatives bhoutanaises de 2023-2024
Les élections législatives bhoutanaises de 2023-2024 ont lieu les 30 novembre 2023 et 9 janvier 2024 afin de renouveler les 47 sièges de l'Assemblée nationale du Bhoutan.
Le premier tour voit la défaite du Parti de l'unité du Bhoutan du Premier ministre Lotay Tshering mais aussi du Parti vertueux du Bhoutan, seul parti d'opposition. Tous deux échouent à se qualifier pour le second tour, qui oppose le Parti démocratique populaire (PDP) de l'ancien Premier ministre Tshering Tobgay au Parti tendrel du Bhoutan (BTP), récemment créé. Le scrutin intervient dans un contexte de regains des tensions entre le Bhoutan et le voisin chinois quant à la délimitation de leur frontière commune.
Le PDP l'emporte au second tour avec 30 sièges sur 47, marquant ainsi le retour de Tshering Tobgay au poste de Premier ministre après un précédent passage au pouvoir de 2013 à 2018. C'est la première fois qu'un parti politique revient au pouvoir dans le pays, qui avait jusque là porté au pouvoir des partis différents à chaque scrutin.

## Contexte
Malgré une histoire électorale très récente, l'électorat bhoutanais s'établit ainsi depuis plusieurs scrutins une réputation d'imprévisibilité. Cette dernière se vérifie à nouveau lors de l'élection en avril 2023 des membres du Conseil national, seuls deux conseillers sortant parvenant à se faire réélire à la surprise générale.
Le mandat de la législature élue en 2018 s’achevant le 1er novembre 2023, le roi Jigme Khesar Wangchuck nomme le Juge en chef de la Cour suprème, Chogyal Dago Rigdzin, à la tête d'un gouvernement d'intérim chargé d'organiser les nouvelles élections.

## Mode de scrutin

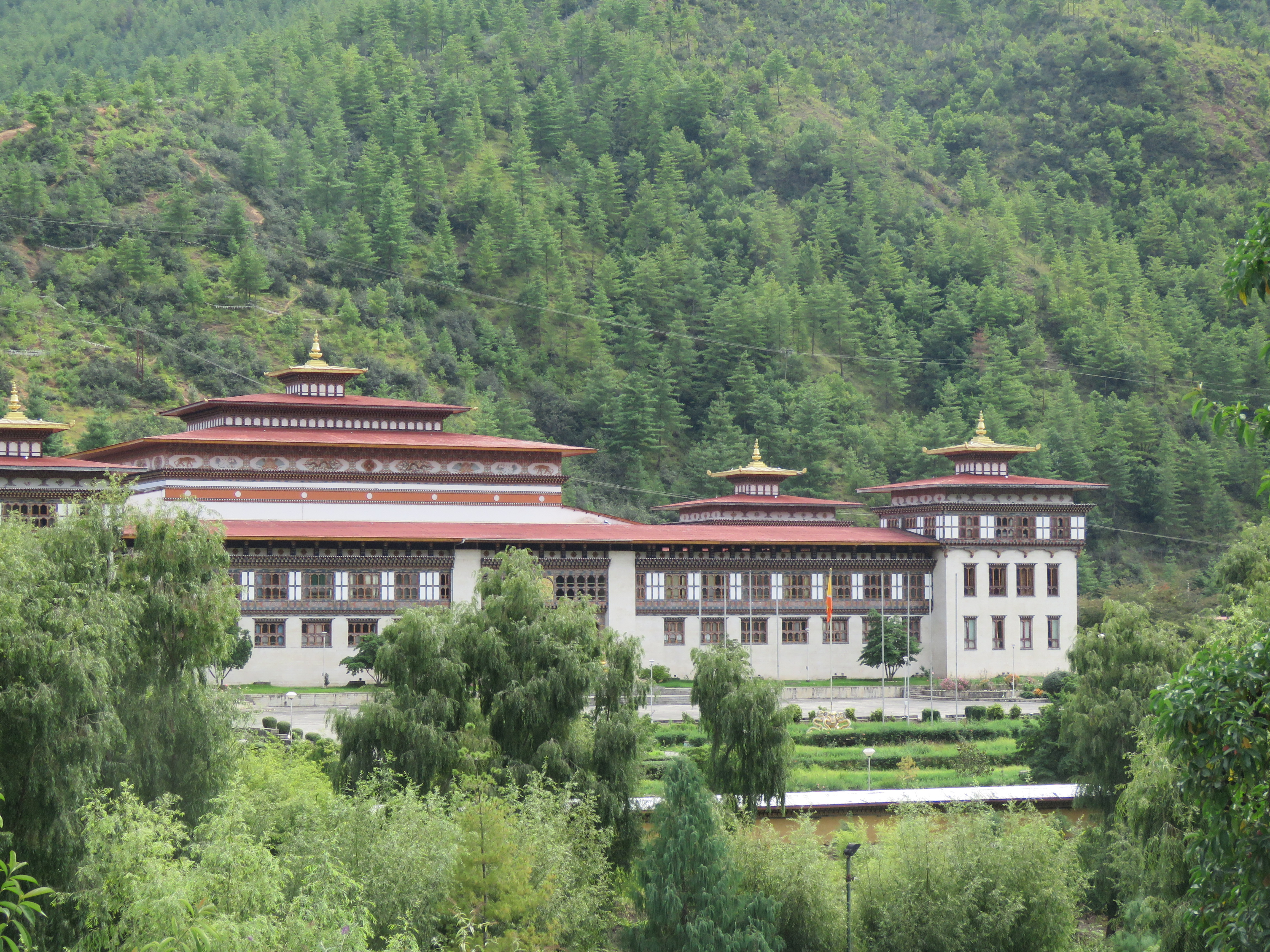
Bâtiment de l'assemblée à Thimphou.

L'Assemblée nationale est composée de  47 sièges pourvus pour cinq ans via une forme modifiée du scrutin uninominal majoritaire à deux tours. Les partis présentent des candidats dans chaque circonscription au premier tour, mais celui-ci n'a qu'un rôle de primaire, et seuls les deux partis arrivés en tête au niveau national peuvent se présenter au second tour, qui fait office de réelle élection. Les candidats arrivés en tête dans leurs circonscription au second tour sont déclarés élus.
Il est fait recours à des machines à voter dans l'ensemble du pays, ce qui rend inexistants les votes blancs ou invalides, les machines ne donnant pas la possibilité d'effectuer un vote blanc en accord avec la loi électorale.

## Campagne
La campagne électorale, qui voit la participation d'un nombre record de cinq partis politiques, est dominée par les questions économiques. Doté d'une économie en grande partie tournée vers le tourisme, le Bhoutan subit encore les conséquences de la crise économique liée à la pandémie de Covid-19, qui a durement affecté le tourisme mondial. Le débat opposant les dirigeants des cinq partis le 7 novembre les voit ainsi se focaliser sur les moyens de diversifier l'économie de manière consensuelle, au point que le dirigeant du gouvernement sortant et chef du Parti de l'unité du Bhoutan  (DNT), Lotay Tshering, reconnait que leurs programmes en la matière sont presque identiques. Ces derniers promettent de soutenir le secteur touristique, développer le potentiel hydroélectrique du pays, investir dans l'éducation et attirer les investissements étrangers,. Le problème de l'émigration croissante de Bhoutanais partis chercher du travail à l'étranger, la hausse de l'inflation et du chômage ainsi que le trafic de stupéfiants sont également abordés, les programmes des cinq partis se démarquant plus particulièrement dans le domaine de l'éducation,. Comme lors des précédents scrutins, la campagne se déroule dans une atmosphère de calme et de respect entre les formations politiques. À l'issue de la période officielle de campagne, l'Office d'arbitrage des médias ne releve ainsi qu'un total de treize cas de message visant à discréditer un parti politique, en diminution par rapport aux élections précédentes,.
Les élections interviennent par ailleurs dans le contexte géopolitique de la lutte d'influence entre les deux puissants voisins bhoutanais, l'Inde et la Chine. Le pays est confronté à un litige frontalier avec la Chine concernant les vallées de Jakarlung et Pasamlung au nord ainsi que le plateau du Doklam à l'ouest, ce dernier jouxtant également la frontière avec l'Inde. Les forces armées chinoises entreprennent un « grignotage » continu du territoire bhoutanais par la construction d'infrastructure de l'autre coté de la frontière. Si le Bhoutan n'entretient pas de relations diplomatiques avec la Chine, il est en revanche lié par un traité avec l'Inde qui donne à cette dernière une influence considérable sur la politique étrangère et la défense du pays. L'ouverture en 2021 de négociations sino-bhoutanaises en vue d'une résolution pacifique du litige est observé avec appréhension par l'Inde, qui redoute une implantation durable de la Chine dans le plateau du Doklam, ce qui placerait cette dernière en position de menacer le Corridor de Siliguri, vital pour la liaison de l'Inde avec la partie de son territoire située à l'est du Bangladesh. Le gouvernement indien soupçonnerait ainsi le Bhoutan d'être prêt à accéder à la proposition chinoise d'échanger le Doklam contre des territoires dans les vallées du nord. Un précédent rapprochement amorcé en 2013 entre le Bhoutan et la Chine avait coïncidé avec l'annonce par l'Inde de la suspension de ses aides en carburant et en huile alimentaire, puis de leur reprise, dans ce qui avait été perçu comme un moyen de pression à l'égard de son allié. Les élections de 2023 doivent ainsi permettre au Premier ministre Lotay Tshering de poursuivre les négociations, ou bien laisser la place à un nouveau gouvernement susceptible d'adopter une politique plus favorable à l'Inde,,.

## Résultats
|                        |                                      |              |              |              |             |               |             |               |  |
| Partis politiques      | Partis politiques                    | Premier tour | Premier tour | Premier tour | Second tour | Second tour   | Second tour | Second tour   |  |
| Partis politiques      | Partis politiques                    | Votes        | %            | +/–          | Votes       | %             | Sièges      | +/–           |  |
|                        | Parti démocratique populaire (PDP)   | 133 217      | 42,54        | 15,10        | 179 652     | 54,98         | 30          | 30            |  |
|                        | Parti tendrel du Bhoutan (BTP)       | 61 331       | 19,58        | Nv.          | 147 123     | 45,02         | 17          | 17            |  |
|                        | Parti vertueux du Bhoutan (DPT)      | 46 694       | 14,91        | 16,01        |             |               | 0           | 17            |  |
|                        | Parti de l'unité du Bhoutan (DNT)    | 41 106       | 13,13        | 18,72        | 0           | 30            |             |               |  |
|                        | Parti de l'alliance du Bhoutan (DTT) | 30 814       | 9,84         | Nv.          | 0           | en stagnation |             |               |  |
|                        |                                      |              |              |              |             |               |             |               |  |
| Total                  | Total                                | 313 162      | 100          | –            | 326 775     | 100           | 47          | en stagnation |  |
| Abstention             | Abstention                           | 183 896      | 37,00        |              | 171 360     | 34,40         |             |               |  |
| Inscrits/Participation | Inscrits/Participation               | 497 058      | 63,00        | 498 135      | 65,60       |               |             |               |  |

## Analyse et conséquences

Parti arrivé en tête au 1er tour par circonscription.

Le Parti de l'unité du Bhoutan (DNT) du Premier ministre Lotay Tshering subit un très fort recul qui le relègue à la quatrième place en termes de suffrages. C'est la seconde fois consécutive que le parti du gouvernement sortant subit un recul tel qu'il ne parvient pas à se qualifier pour le second tour, mais également la première fois que l'opposition y échoue également, le Parti vertueux du Bhoutan (DPT) arrivant quant à lui troisième.
Si la grande volatilité de l'électorat bhoutanais se confirme à nouveau, c'est cependant un parti ayant déjà gouverné qui pour la première fois sort renforcé. Au pouvoir de 2013 à 2018, le Parti démocratique populaire (PDP) de l'ancien Premier ministre Tshering Tobgay arrive en effet largement en tête avec plus de 42 % des suffrages, loin devant le Parti tendrel du Bhoutan (BTP), créé un an plus tôt par Pema Chewang. Les deux partis s'affrontent lors du second tour organisé le 9 janvier 2024.

Parti arrivé en tête au 2e tour par circonscription.

Le PDP l'emporte au second tour en arrivant en tête dans 30 circonscriptions sur 47. Ce résultat marque la quatrième alternance et la première réélection d'un parti ayant déjà gouverné le pays. Elle permet ainsi le retour au pouvoir de l'ancien Premier ministre Tshering Tobgay, fervent défenseur de l'environnement et de la politique du Bonheur national brut, qui consiste à privilégier le développement du pays selon quatre piliers — la gouvernance, le développement socio-économique, la préservation de la culture et la protection de l'environnement — afin de ne pas faire passer la croissance économique avant la préservation de la croissance et de l'environnement.
Tshering Tobgay doit néanmoins faire face lors de son nouveau mandat aux difficultés économiques du pays, toujours fragilisé par l'impact de la pandémie de Covid-19 sur le tourisme et un manque général de diversification. Avec une croissance de 1,7 % par an sur les cinq dernières années et un taux de chômage de 29 % chez les jeunes, la pénurie d'emploi a provoqué une hausse notable de l'émigration des travailleurs bhoutanais. Le nombre de visas accordés de juillet 2022 à juillet 2023 se monte ainsi à 15 000, soit plus que sur les six années précédentes réunies. Le pays est également confronté à une recrudescence du « grignotage » de sa frontière nord par la Chine, une politique agressive de « Fait accompli » également appliquée au voisin indien. Ces évènements sont perçues comme une provocation pour ce dernier, qui considère le Bhoutan comme faisant partie de sa sphère d'influence et redoute que celui-ci concède l'annexion par la Chine de territoire stratégiques dans l'Himalaya. Le nouveau gouvernement se retrouve par conséquent à devoir gérer un étau diplomatique dans ses relations avec ses deux puissants voisins.